# دستغرد (كوهباية)
دستغرد هي قرية في مقاطعة أصفهان، إيران. عدد سكان هذه القرية هو 30 في سنة 2006.